# Adrénaline (film, 1996)
Pour les articles homonymes, voir Adrénaline (homonymie).
Pour plus de détails, voir Fiche technique et Distribution.
Adrénaline (Adrenalin: Fear the Rush) est un film américain réalisé par Albert Pyun, sorti en 1996.

## Synopsis
En 2007, le monde est au bord du chaos. Un virus mortel se répand dans les pays et tue massivement les populations ou les transforme en mutants. Boston est placé en quarantaine, seule ville encore peuplée d'humains. Officier Delon doit faire équipe avec un autre officier, Lemieux, pour traquer et tuer une créature porteuse du virus pour empêcher qu'elle contamine Boston.

## Fiche technique
- Titre français : Adrénaline
- Titre original : Adrenalin: Fear the Rush
- Réalisation : Albert Pyun
- Scénario : Albert Pyun
- Musique : Tony Riparetti
- Photographie : George Mooradian
- Montage : Ken Morrisey
- Costumes : Shelly Boies
- Production : Tom Karnowski et Gary Schmoeller
- Sociétés de production : Filmwerks, Largo Entertainment & Toga Productions
- Société de distribution : Legacy Releasing Corporation
- Pays :  États-Unis
- Langue : Anglais
- Format : Couleur - Dolby Digital - 35 mm - 2.35:1
- Genre : Science-fiction, Horreur
- Durée : 77 minutes ; 94 minutes (version alternative en Allemagne)
- Dates de sortie :
  - États-Unis : 29 novembre 1996
- Déconseillé aux moins de 16 ans.

## Distribution
- Natasha Henstridge : Delon
- Christophe Lambert : Lemieux
- Norbert Weisser : Cuzo
- Elizabeth Barondes : Wocek
- Darrell Davis : Le suspect infecté
- Andrew Divoff : Sterns
- Xavier Declie : Volker
- Nicholas Guest (en) : Le capitaine B. Rennard
- Jon H. Epstein : Le général Waxman